# C. L. Harkins
Clifton „Cliff“ Lee Harkins (* 8. Dezember 1907 in Roscoe, Texas; † April 1992 in Chandler, Arizona) war ein US-amerikanischer Lehrer, Offizier und Politiker (Demokratische Partei).

## Werdegang
Cliff Harkins, Sohn von Kenneth Stewart Harkins (1881–1960) und seiner Ehefrau Bessie Ellen (1879–1976; Geburtsname: Strickland), wurde 1907 in Roscoe (Texas) geboren. Roscoe ist eine kleine Stadt, die etwa acht Meilen westlich von Sweetwater (Nolan County) und 50 Meilen westlich von Abilene (Taylor County) liegt. Sein Vater war als ein Transportunternehmer und als ein Peace Officer in Roscoe tätig. Als Harkins vier Jahre alt war, zog die Familie in einem Planwagen von West-Texas nach Zentral-Texas. Die Familie lebte auf einer großen Farm in der Nähe der kleinen Stadt Hewitt, etwa acht oder zehn Meilen entfernt von Waco (McLennan County). Harkins hatte neun Brüder und Schwestern. Jeder musste auf der Farm mithelfen. Die Familie baute Mais, Baumwolle, Weizen, Hafer und Gemüse an. Von 1915 bis 1925 besuchte Harkins die einzige lokale Schule in Hewitt. Bei seinem Abschluss war er siebzehneinhalb Jahre alt. Er war ein Linkshänder. Während seiner Schulzeit wurde durch einen Lehrer der erfolglose Versuch unternommen dies zu ändern.
Zum Zeitpunkt seines Abschlusses steckte die Familie in einer finanziellen Krise. Es waren die frühen 1920er Jahre nach der Hochkonjunktur nach dem Ersten Weltkrieg. In der Folgezeit arbeitete die Familie als Baumwollernter in Osttexas. Auf ihrer Tour machten sie in Commerce (Hunt County) halt. Harkins entschied sich dort auf das East Texas State College zu gehen, um Lehrer zu werden. Während jener Zeit konnte man in Texas unterrichten, wenn man einen Abschluss von einer Normalschule erhielt. Nach seinem Abschluss verließ er im September 1925 die Familie. Harkins trat eine Anstellung an einem College an. In der Folgezeit lebte er mit einem Mitbewohner in einem Garagenwohnung. Außerdem arbeitete er als Hausmeister in einer Presbyterianischen Kirche, um seine Unkosten zu decken. Im Frühjahr 1926 gab er seine Anstellung als Lehrer auf und ging auf eine Wandertour. Im Sommer 1926 kehrte er heim. Da sich die finanzielle Situation der Familie bis dahin nicht verbessert hatte, zog sie 1926 zurück nach West-Texas. Die Familie ließ sich in Anson (Jones County) nieder, etwa 25 Meilen nördlich von Abilene. Harkins blieb bei seinen Eltern über die Herbst-Saison 1926 auf der Farm. Um Weihnachten 1926 herum zog er nach Kingsville (Kleberg County), wo seine ältere Schwester lebte. Im Januar 1927 schrieb er sich am South Texas State Teachers College in Kingsville ein. Harkins zog dann wieder nach West-Texas, wo er eine kurze Zeit verblieb. Danach ging er nach Kalifornien. Im August 1927 kam er durch Arizona durch und verbrachte dort eine Nacht in der Wüste. Er schlief unter einem Mesquitebaum in der Nähe des Gefängnisses in Florence (Pinal County). 1955 saß er im Bewährungsausschuss für dieses Gefängnis. Harkins arbeitete sechs Monate lang auf den Ölfeldern in Kalifornien, um sich ein finanzielles Polster zu schaffen. Im Januar 1928 ging er an die University of Texas. Harkins verbrachte dort ein Semester, bis ihm wieder das Geld ausging. Im Sommer 1928 ging er erneut nach Kalifornien, um auf den Ölfeldern zu arbeiten. Harkins arbeitete in der Nachtschicht, um am Tag das Fullerton Junior College zu besuchen. Im Januar 1930 machte er dort seinen Abschluss. Wegen der Weltwirtschaftskrise verlor er kurz danach seine Arbeitsstelle. Daraufhin zog er wieder nach Texas. Ende Mai 1930 ging er nach Flagstaff (Coconino County). Er machte dort einen Abschluss in Pädagogik am Arizona State Teacher’s College. Während seiner Studienzeit spielte er zwei Jahre lang Cribbage. Nach seinem Abschluss am Arizona State Teacher’s College unterrichtete er an einer Zwergschule nahe McNary (Apache County). 1931 zog er wegen einer Anstellung an der Weldon Elementary School nach Yuma County. Er lebte dort fünf Jahre lang und war zuletzt als Principal tätig. 1936 kandidierte er erfolgreich für den Posten als Yuma County School Superintendent. Harkins bekleidete den Posten zwei Jahre lang. Während dieser Zeit saß er zwei Jahre lang im Bildungsausschuss von Arizona. Danach war er während des Schuljahrs 1942/1943 Principal an der Greenway School in Bisbee (Arizona).
Während des Zweiten Weltkrieges trat er 1943 mit dem Dienstgrad eines Lieutenant Junior Grade in die US-Navy ein. Er diente dort drei Jahre lang. Bei seinem Ausscheiden aus der US-Navy bekleidete er den Dienstgrad eines Lieutenant Commander.
Danach kehrte er für eine kurze Zeit an die Greenway School zurück. Anschließend wurde er ein Außendienstmitarbeiter im United States Office of Education und war dort für die Zuweisung von Kriegs-Überschuss-Lieferungen an die Schulen in Arizona verantwortlich. 1947 wurde er stellvertretender Superintendent of Public Instruction von Arizona unter Linne D. Klemmedson. Harkins kündigte aber nach kurzer Zeit wegen seines zu niedrigen Gehalts. Danach trat er eine Anstellung bei der Winston Company an, einem Schulbuchverlag. Im Juni 1949 wurde er zum Superintendent of Madison School District in Phoenix (Maricopa County) ernannt. Während seiner Amtszeit stieg die Anzahl der Einschreibungen von etwa 1.500 auf etwa 3.700 Studenten und es wurden drei neue Schulgebäude gebaut. Harkins machte 1951 einen Masterabschluss am Arizona State College in Tempe und 1960 einen Doktortitel in Pädagogik an der Arizona State University in Tempe.
1954 kandidierte er erfolgreich für den Posten des Superintendent of Public Instruction von Arizona. Bei seiner Wiederwahlkandidatur im Jahr 1956 erlitt er aber eine Niederlage gegen seinen Amtsvorgänger M.L. Brooks. Harkins schied Anfang 1957 aus dem Amt. 1974 kandidierte er erfolglos im 27. Senatsbezirk für den Senat von Arizona.
Nach seinem Tod im April 1992 wurde er auf dem Green Acres Memorial Park in Scottsdale (Arizona) beigesetzt.